# 다카라즈카 가극단 100기생
다카라즈카 가극단 100기생은 2012년 4월에 다카라즈카 음악학교에 입학, 2014년 3월에 다카라즈카 가극단에 입단한 39명을 가리킨다.

## 개요
2012년 음악학교 수험자 수는 924명, 합격자 40명, 경쟁률 23.1:1 이었다.
초무대의 연목은 츠키구미 공연 「다카라즈카오도리／내일로의 지침-센츄리호의 항해일지-／TAKARAZUKA 화시집100!!」이다.
통상, 초무대생은 코죠와 라인댄스의 출연 뿐이지만, 다카라즈카 가극 100주년인 2014년에는, 츠키구미 멤버와 함께 100인으로 펼치는 라인댄스에도 출연하여, 합쳐서 2장면에서 출연했다.
여러 조를 도는 시기를 거쳐(구미마와리), 2015년 2월 17일자로 조배속이 되었다.
| 신인공연        | 바우홀          | 동상공연        | 에트와르        |
| --------------- | --------------- | --------------- | --------------- |
| 세이노 아스카   | 세이노 아스카   | 호시카제 마도카 | 카자마 유노     |
| 카자마 유노     | 이치노세 코우키 | 하나 유우키     | 호시카제 마도카 |
| 키와미 신       | 카자마 유노     | 오토 쿠리스     | 오토 쿠리스     |
| 호시카제 마도카 | 키와미 신       | 아마이로 미네리 | 모모카 유키     |
| 하나 유우키     | 호시카제 마도카 |                 | 하오리 유우카   |
| 오토 쿠리스     | 아마이로 미네리 |                 | 사쿠라바 마이   |
| 사쿠라바 마이   |                 |                 | 아마이로 미네리 |
| 아마이로 미네리 |                 |                 |                 |

## 주요 학생

### OG
- 호시카제 마도카 : 전 하나구미 톱여역
- 하나 유우키 : 전 하나구미 톱여역
- 오토 쿠리스 : 전 하나구미 여역
- 사쿠라바 마이 : 전 호시구미 여역

### 현역
- 세이노 아스카 : 하나구미 남역
- 이치노세 코우키 : 하나구미 남역
- 카자마 유노 : 츠키구미 남역
- 키와미 신 : 호시구미 남역
- 아마이로 미네리 : 소라구미 여역

## 일람 (14/39)
| 예명            | 생일      | 출신지                | 출신학교                      | 신장(cm) | 애칭                 | 역할 | 퇴단년도 | 비고                                                              |
| --------------- | --------- | --------------------- | ----------------------------- | -------- | -------------------- | ---- | -------- | ----------------------------------------------------------------- |
| 蘭尚樹          | 8월 4일   | 교토부 야와타시       | 부립히가시스미요고교          | 169      | 마오마오, 탄탄       | 남역 | 2023년   |                                                                   |
| 란 나오키       | 8월 4일   | 교토부 야와타시       | 부립히가시스미요고교          | 169      | 마오마오, 탄탄       | 남역 | 2023년   |                                                                   |
| 音くり寿        | 12월 18일 | 사이타마현 사이타마시 | 쇼와여자대학부속 쇼와중학     | 160      | 쿠리, 쿠리스         | 여역 | 2022년   |                                                                   |
| 오토 쿠리스     | 12월 18일 | 사이타마현 사이타마시 | 쇼와여자대학부속 쇼와중학     | 160      | 쿠리, 쿠리스         | 여역 | 2022년   |                                                                   |
| 星風まどか      | 11월 11일 | 도쿄도 고쿠분시       | 국립음악대학부속중학          | 162      | 치키, 카나멧치       | 여역 | 2024년   |                                                                   |
| 호시카제 마도카 | 11월 11일 | 도쿄도 고쿠분시       | 국립음악대학부속중학          | 162      | 치키, 카나멧치       | 여역 | 2024년   |                                                                   |
| 糸月雪羽        | 8월 2일   | 효고현 카와니시시     | 센신고교                      | 160      | 후우카, 유키하       | 여역 |          |                                                                   |
| 이토츠키 유키하 | 8월 2일   | 효고현 카와니시시     | 센신고교                      | 160      | 후우카, 유키하       | 여역 |          |                                                                   |
| 天彩峰里        | 3월 26일  | 효고현 다카라즈카시   | 시립고텐야마중학              | 164      | 쥬리, 쥬-리          | 여역 |          |                                                                   |
| 아마이로 미네리 | 3월 26일  | 효고현 다카라즈카시   | 시립고텐야마중학              | 164      | 쥬리, 쥬-리          | 여역 |          |                                                                   |
| 羽織夕夏        | 7월 28일  | 치바현 후나바시시     | 와요코노다이여자고교          | 163      | 나-코, 하오링        | 여역 |          |                                                                   |
| 하오리 유우카   | 7월 28일  | 치바현 후나바시시     | 와요코노다이여자고교          | 163      | 나-코, 하오링        | 여역 |          |                                                                   |
| 優希しおん      | 11월 30일 | 오사카부 키시와다시   | 시텐노지가구엔고교            | 169      | 키요, 유이나         | 남역 | 2023년   |                                                                   |
| 유우키 시온     | 11월 30일 | 오사카부 키시와다시   | 시텐노지가구엔고교            | 169      | 키요, 유이나         | 남역 | 2023년   |                                                                   |
| 愛海ひかる      | 10월 20일 | 효고현 니시노미야시   | 니가와가쿠인고교              | 163      | 안나                 | 남역 | 2022년   | 후에 여역 전환 동생 키시로 유리아 (105)                           |
| 마나미 히카루   | 10월 20일 | 효고현 니시노미야시   | 니가와가쿠인고교              | 163      | 안나                 | 남역 | 2022년   | 후에 여역 전환 동생 키시로 유리아 (105)                           |
| 風間柚乃        | 5월 1일   | 도쿄도 시나가와구     | 아오야마가쿠인 고등부         | 169      | 오다칭, 유노         | 남역 |          | 아빠 오다테 토시아키 백모 배우 나츠메 마사코 의백모 타나카 요시코 |
| 카자마 유노     | 5월 1일   | 도쿄도 시나가와구     | 아오야마가쿠인 고등부         | 169      | 오다칭, 유노         | 남역 |          | 아빠 오다테 토시아키 백모 배우 나츠메 마사코 의백모 타나카 요시코 |
| 聖乃あすか      | 1월 19일  | 카나가와현 요코하마시 | 시립쇼도중학                  | 170      | 호노카, 앗스-        | 남역 |          | 동생 미즈시로 아오이 (105)                                        |
| 세이노 아스카   | 1월 19일  | 카나가와현 요코하마시 | 시립쇼도중학                  | 170      | 호노카, 앗스-        | 남역 |          | 동생 미즈시로 아오이 (105)                                        |
| はる香心        | 12월 27일 | 효고현 니시노미야시   | 유리가쿠인고교                | 164      | 미키카나, 코코       | 여역 | 2019년   |                                                                   |
| 하루카 코코로   | 12월 27일 | 효고현 니시노미야시   | 유리가쿠인고교                | 164      | 미키카나, 코코       | 여역 | 2019년   |                                                                   |
| 桃歌雪          | 9월 10일  | 와카야마현 와카야마시 | 와카야마대학교육학부 부속중학 | 164      | 유키                 | 여역 |          |                                                                   |
| 모모카 유키     | 9월 10일  | 와카야마현 와카야마시 | 와카야마대학교육학부 부속중학 | 164      | 유키                 | 여역 |          |                                                                   |
| 希沙薫          | 10월 31일 | 사이타마현 사이타마시 | 시립하라야마중학              | 168      | 나오미               | 남역 |          |                                                                   |
| 키사 카오루     | 10월 31일 | 사이타마현 사이타마시 | 시립하라야마중학              | 168      | 나오미               | 남역 |          |                                                                   |
| 希良々うみ      | 1월 11일  | 오카야마현 쿠라시키시 | 현립쿠라시키아마기고교        | 162      | 토모카               | 여역 | 2024년   | 동생 호시사키 노조미 (103)                                        |
| 키라라 우미     | 1월 11일  | 오카야마현 쿠라시키시 | 현립쿠라시키아마기고교        | 162      | 토모카               | 여역 | 2024년   | 동생 호시사키 노조미 (103)                                        |
| 桜庭舞          | 6월 28일  | 도쿄도 마치다시       | 사가미여자대학 고등부         | 164      | 마이                 | 여역 | 2021년   |                                                                   |
| 사쿠라바 마이   | 6월 28일  | 도쿄도 마치다시       | 사가미여자대학 고등부         | 164      | 마이                 | 여역 | 2021년   |                                                                   |
| きらり杏        | 12월 11일 | 오사카부 사카이시     | 고베쇼인고교                  | 162      | 리-카, 퍄-           | 여역 | 2021년   |                                                                   |
| 키라리 안       | 12월 11일 | 오사카부 사카이시     | 고베쇼인고교                  | 162      | 리-카, 퍄-           | 여역 | 2021년   |                                                                   |
| 朱紫令真        | 8월 23일  | 나가노현 나가노시     | 나가노현야시로고교            | 172      | 유우밍, 아캇시-      | 남역 | 2023년   |                                                                   |
| 아카시 레이마   | 8월 23일  | 나가노현 나가노시     | 나가노현야시로고교            | 172      | 유우밍, 아캇시-      | 남역 | 2023년   |                                                                   |
| 二條華          | 4월 6일   | 교토부 교토시         | 부립스자쿠고교                | 162      | 나호, 하나           | 여역 | 2025년   |                                                                   |
| 니죠 하나       | 4월 6일   | 교토부 교토시         | 부립스자쿠고교                | 162      | 나호, 하나           | 여역 | 2025년   |                                                                   |
| 星加梨杏        | 11월 30일 | 오사카부 오사카시     | 시립키즈중학                  | 175      | 리오, 세-카          | 남역 | 2023년   |                                                                   |
| 세이카 리안     | 11월 30일 | 오사카부 오사카시     | 시립키즈중학                  | 175      | 리오, 세-카          | 남역 | 2023년   |                                                                   |
| 蓮月りらん      | 7월 14일  | 나가노현 아즈미노시   | 나가노현 마츠모토후카시고교   | 164      | 린다                 | 여역 | 2019년   |                                                                   |
| 하즈키 리란     | 7월 14일  | 나가노현 아즈미노시   | 나가노현 마츠모토후카시고교   | 164      | 린다                 | 여역 | 2019년   |                                                                   |
| 眞ノ宮るい      | 1월 8일   | 카나가와현 요코하마시 | 일본여자대학부속고교          | 170      | 하이, 루이           | 남역 |          |                                                                   |
| 마노미야 루이   | 1월 8일   | 카나가와현 요코하마시 | 일본여자대학부속고교          | 170      | 하이, 루이           | 남역 |          |                                                                   |
| 極美慎          | 7월 26일  | 카나가와현 요코하마시 | 현립코호쿠고교                | 174      | 신                   | 남역 |          |                                                                   |
| 키와미 신       | 7월 26일  | 카나가와현 요코하마시 | 현립코호쿠고교                | 174      | 신                   | 남역 |          |                                                                   |
| 華優希          | 11월 13일 | 교토부 교토시         | 리츠메이칸고교                | 162      | 노조밍               | 여역 | 2021년   |                                                                   |
| 하나 유우키     | 11월 13일 | 교토부 교토시         | 리츠메이칸고교                | 162      | 노조밍               | 여역 | 2021년   |                                                                   |
| 泉まいら        | 4월 22일  | 오이타현 우스키시     | 현립정보과학고교              | 169      | 베치코, 카-베        | 남역 |          |                                                                   |
| 이즈미 마이라   | 4월 22일  | 오이타현 우스키시     | 현립정보과학고교              | 169      | 베치코, 카-베        | 남역 |          |                                                                   |
| 一之瀬航季      | 3월 15일  | 치바현 마츠도시       | 현립카시와츄오고교            | 173      | 하나코, 붓쨩, 고에몽 | 남역 |          |                                                                   |
| 이치노세 코우키 | 3월 15일  | 치바현 마츠도시       | 현립카시와츄오고교            | 173      | 하나코, 붓쨩, 고에몽 | 남역 |          |                                                                   |
| 雪乃かさり      | 10월 30일 | 도쿄도 세타가야구     | 토키와마츠가쿠엔고교          | 164      | 카코, 카콧페         | 여역 | 2019년   |                                                                   |
| 유키노 카사리   | 10월 30일 | 도쿄도 세타가야구     | 토키와마츠가쿠엔고교          | 164      | 카코, 카콧페         | 여역 | 2019년   |                                                                   |
| 妃純凛          | 2월 22일  | 효고현 다카라즈카시   | 슈쿠가와가쿠인고교            | 163.5    | 레나, 미린           | 여역 |          | 아빠 전 프로야구선수 오오타 코우지                                |
| 히스미 린       | 2월 22일  | 효고현 다카라즈카시   | 슈쿠가와가쿠인고교            | 163.5    | 레나, 미린           | 여역 |          | 아빠 전 프로야구선수 오오타 코우지                                |
| 琥南まこと      | 6월 1일   | 카나가와현 요코하마시 | 일본대학후지사와중학          | 173      | 미사                 | 남역 |          |                                                                   |
| 코난 마코토     | 6월 1일   | 카나가와현 요코하마시 | 일본대학후지사와중학          | 173      | 미사                 | 남역 |          |                                                                   |
| 夏風季々        | 9월 6일   | 도쿄도 하치오지시     | 타마가와가쿠엔 고등부         | 161      | 츠키, 츠키코         | 여역 | 2021년   |                                                                   |
| 나츠카제 키키   | 9월 6일   | 도쿄도 하치오지시     | 타마가와가쿠엔 고등부         | 161      | 츠키, 츠키코         | 여역 | 2021년   |                                                                   |
| 奏音雅          | 5월 16일  | 도쿄도 스기나미구     | 리츠교죠가쿠인고교            | 170      | 타나치, 미야비       | 남역 | 2017년   |                                                                   |
| 카나토 미야비   | 5월 16일  | 도쿄도 스기나미구     | 리츠교죠가쿠인고교            | 170      | 타나치, 미야비       | 남역 | 2017년   |                                                                   |
| 空城ゆう        | 2월 14일  | 카나가와현 요코하마시 | 소신여학교 고등학부           | 173      | 갓치                 | 남역 | 2024년   |                                                                   |
| 소라시로 유우   | 2월 14일  | 카나가와현 요코하마시 | 소신여학교 고등학부           | 173      | 갓치                 | 남역 | 2024년   |                                                                   |
| 新斗希矢        | 3월 3일   | 후쿠이현 아와라시     | 후쿠이공업대학부속 후쿠이고교 | 175      | 쿠도-, 토키야        | 남역 | 2017년   |                                                                   |
| 아라타 토키야   | 3월 3일   | 후쿠이현 아와라시     | 후쿠이공업대학부속 후쿠이고교 | 175      | 쿠도-, 토키야        | 남역 | 2017년   |                                                                   |
| ゆめ真音        | 2월 21일  | 쿠마모토현 쿠마모토시 | 쿠라쿠기념국제고교            | 169      | 마오토               | 남역 | 2021년   |                                                                   |
| 유메 마오토     | 2월 21일  | 쿠마모토현 쿠마모토시 | 쿠라쿠기념국제고교            | 169      | 마오토               | 남역 | 2021년   |                                                                   |
| 汐聖風美        | 8월 21일  | 효고현 아시야시       | 코바야시성심여자학원고교      | 172      | 카자미, 스-          | 남역 | 2021년   |                                                                   |
| 시오세 카자미   | 8월 21일  | 효고현 아시야시       | 코바야시성심여자학원고교      | 172      | 카자미, 스-          | 남역 | 2021년   |                                                                   |
| 舞華みりあ      | 9월 30일  | 야마나시현 후에후키시 | 야마나시에이와고교            | 160      | 미리아               | 여역 | 2018년   |                                                                   |
| 마이하나 미리아 | 9월 30일  | 야마나시현 후에후키시 | 야마나시에이와고교            | 160      | 미리아               | 여역 | 2018년   |                                                                   |
| 和礼彩          | 7월 19일  | 사가현 토스시         | 사가여자고교                  | 172      | 토미-, 카즈          | 남역 |          |                                                                   |
| 카즈 레이사     | 7월 19일  | 사가현 토스시         | 사가여자고교                  | 172      | 토미-, 카즈          | 남역 |          |                                                                   |
| 舞希翼          | 5월 15일  | 효고현 고베시         | 시립쿄요중학                  | 168      | 메구                 | 남역 | 2017년   |                                                                   |
| 마이키 츠바사   | 5월 15일  | 효고현 고베시         | 시립쿄요중학                  | 168      | 메구                 | 남역 | 2017년   |                                                                   |
| 煌えりせ        | 5월 28일  | 나가노현 나카노시     | 나카노일본대학중학            | 172      | 에리세, 코우, 잇치-  | 남역 | 2024년   |                                                                   |
| 코우 에리세     | 5월 28일  | 나가노현 나카노시     | 나카노일본대학중학            | 172      | 에리세, 코우, 잇치-  | 남역 | 2024년   |                                                                   |
| 碧月れん        | 12월 22일 | 쿠마모토현 쿠마모토시 | 루테루가쿠인중학              | 172      | 유마, 렌             | 남역 | 2016년   |                                                                   |
| 아오츠키 렌     | 12월 22일 | 쿠마모토현 쿠마모토시 | 루테루가쿠인중학              | 172      | 유마, 렌             | 남역 | 2016년   |                                                                   |

(